# Els Colls (Navès)
Els Colls és una masia situada al municipi de Navès, a la comarca catalana del Solsonès. Es troba a la vora de la riera de Gargallà.